# Micrablepharus atticolus
Micrablepharus atticolus là một loài thằn lằn trong họ Gymnophthalmidae. Loài này được Rodrigues miêu tả khoa học đầu tiên năm 1996.